# Вінчестер (Каліфорнія)
Вінчестер (англ. Winchester) — переписна місцевість (CDP) в США, в окрузі Ріверсайд штату Каліфорнія. Населення — 3068 осіб (2020).

## Географія
Вінчестер розташований за координатами 33°42′53″ пн. ш. 117°4′37″ зх. д. / 33.71472° пн. ш. 117.07694° зх. д. (33.714633, -117.076899).  За даними Бюро перепису населення США в 2010 році переписна місцевість мала площу 20,02 км², уся площа — суходіл.

## Демографія
Згідно з переписом 2010 року, у переписній місцевості мешкали 2534 особи в 769 домогосподарствах у складі 572 родин. Густота населення становила 127 осіб/км².  Було 850 помешкань (42/км²).
Расовий склад населення:
| - 62,2 % — білих - 1,8 % — азіатів - 1,5 % — чорних або афроамериканців - 0,7 % — корінних американців - 0,1 % — вихідців з тихоокеанських островів - 28,7 % — осіб інших рас |

До двох чи більше рас належало 5,0 %. Частка іспаномовних становила 48,7 % від усіх жителів.
За віковим діапазоном населення розподілялося таким чином: 30,1 % — особи молодші 18 років, 58,4 % — особи у віці 18—64 років, 11,5 % — особи у віці 65 років та старші. Медіана віку мешканця становила 34,6 року. На 100 осіб жіночої статі у переписній місцевості припадало 102,6 чоловіків;  на 100 жінок у віці від 18 років та старших — 104,4 чоловіків також старших 18 років.
Середній дохід на одне домашнє господарство  становив 85 612 долари США (медіана — 58 103), а середній дохід на одну сім'ю — 101 620 доларів (медіана — 82 344). За межею бідності перебувало 14,1 % осіб, у тому числі 22,7 % дітей у віці до 18 років та 9,4 % осіб у віці 65 років та старших.
Цивільне працевлаштоване населення становило 1173 особи. Основні галузі зайнятості: фінанси, страхування та нерухомість — 24,5 %, будівництво — 15,4 %, освіта, охорона здоров'я та соціальна допомога — 13,6 %, роздрібна торгівля — 12,5 %.